# Håvard Moseby
Håvard Moseby (ur. 28 lipca 1999) – norweski biegacz narciarski, dwukrotny medalista mistrzostw świata juniorów oraz wielokrotny medalista mistrzostw świata młodzieżowców.

## Kariera
Po raz pierwszy na arenie międzynarodowej pojawił się 8 stycznia 2016 roku w Steinkjer, gdzie w zawodach juniorskich zajął 69. miejsce w biegu na 10 km techniką klasyczną. W 2018 roku wystartował na mistrzostwach świata juniorów w Goms zwyciężył w sztafecie, a w biegu na 10 km stylem klasycznym był piąty. Na rozgrywanych rok później mistrzostwach świata juniorów w Lahti zdobył srebrny medal na dystansie 30 km klasykiem. W 2020 roku brał udział w mistrzostwach świata młodzieżowców w Oberwiesenthal, zdobywając złoty medal w sztafecie mieszanej i brązowy w biegu na 30 km stylem dowolnym. Złoto w sztafecie mieszanej wywalczył także podczas rozgrywanych rok później mistrzostw świata młodzieżowców w Vuokatti. Ponadto na mistrzostwach świata młodzieżowców w Lygna w 2022 roku zdobył kolejny złoty medal w sztafecie mieszanej, a w biegu na 15 km techniką klasyczną był trzeci.
W Pucharze Świata zadebiutował 4 grudnia 2021 roku w Lillehammer, gdzie w biegu na 15 km techniką dowolną zajął ósme miejsce. Tym samym już w debiucie zdobył pierwsze pucharowe punkty.

## Osiągnięcia

### Mistrzostwa świata juniorów
| Miejsce | Dzień       | Rok  | Miejscowość | Konkurencja                            | Czas biegu | Strata  | Zwycięzca           |
| ------- | ----------- | ---- | ----------- | -------------------------------------- | ---------- | ------- | ------------------- |
| 5.      | 30 stycznia | 2018 | Goms        | 10 km stylem klasycznym                | 24:58,8    | +39,8   | Jon Rolf Skamo Hope |
| 1.      | 3 lutego    | 2018 | Goms        | bieg sztafetowy 4×5 km                 | 50:04,2    | —       | —                   |
| 19.     | 22 stycznia | 2019 | Lahti       | 10 km stylem dowolnym                  | 22:34,9    | +1:11,1 | Jules Chappaz       |
| 2.      | 24 stycznia | 2019 | Lahti       | 30 km stylem klasycznym (start masowy) | 1:15:16,7  | +0,4    | Luca Del Fabbro     |
| 4.      | 26 stycznia | 2019 | Lahti       | bieg sztafetowy 4×5 km                 | 45:34,7    | +26,9   | Rosja               |

### Mistrzostwa świata młodzieżowców (do lat 23)
| Miejsce | Dzień     | Rok  | Miejscowość    | Konkurencja                          | Czas biegu | Strata  | Zwycięzca               |
| ------- | --------- | ---- | -------------- | ------------------------------------ | ---------- | ------- | ----------------------- |
| 6.      | 3 marca   | 2020 | Oberwiesenthal | 15 km stylem klasycznym              | 36:26,4    | +1:48,6 | Siergiej Ardaszew       |
| 3.      | 4 marca   | 2020 | Oberwiesenthal | 30 km stylem dowolnym (start masowy) | 1:12:42,0  | +40,5   | Harald Østberg Amundsen |
| 1.      | 7 marca   | 2020 | Oberwiesenthal | bieg sztafetowy mieszany 4×5 km      | 54:40,5    | —       | —                       |
| 16.     | 11 lutego | 2021 | Vuokatti       | Sprint stylem klasycznym             | 3:01,72    | —       | Aleksandr Tierientjew   |
| 5.      | 12 lutego | 2021 | Vuokatti       | 15 km stylem dowolnym                | 35:27,6    | +25,0   | Hugo Lapalus            |
| 1.      | 13 lutego | 2021 | Vuokatti       | bieg sztafetowy mieszany 4×5 km      | 52:52,9    | —       | —                       |
| 3.      | 24 lutego | 2022 | Lygna          | 15 km stylem klasycznym              | 40:23,0    | +28,1   | Arsi Ruuskanen          |
| 1.      | 27 lutego | 2022 | Lygna          | bieg sztafetowy mieszany 4×5 km      | 49:20,5    | —       | —                       |

### Puchar Świata

#### Miejsca w klasyfikacji generalnej
| Sezon     | Miejsce          |
| --------- | ---------------- |
| 2021/2022 | 60.              |
| 2022/2023 | 35.              |
| 2023/2024 | nie brał udziału |
| 2024/2025 | 32.              |

#### Miejsca na podium chronologicznie
Moseby nie stanął na podium indywidualnych zawodów Pucharu Świata.